# Liqizhuang
Liqizhuang (kinesiska: 李七庄, 李七庄街道) är ett stadsdelsdistrikt i Kina. Det ligger i storstadsområdet Tianjin, i den norra delen av landet, nära eller i stadens centrum. Antalet invånare är 74 762. Befolkningen består av 34 988 kvinnor och 39 774 män. Barn under 15 år utgör 11,0 %, vuxna 15-64 år 82 %, och äldre över 65 år 6,0 %.